# Jeanne Atger
Jeanne Atger, née le 21 juillet 1906 à Bagard (Gard) et morte le 26 octobre 1998 à Montpellier (Hérault), est une femme médecin et résistante.

## Biographie
La doctoresse Jeanne Atger est une militante de Combat au début 1942 dans l'Hérault.
Elle est devenue cheffe départementale du service social de la résistance des Mouvements unis de la Résistance (MUR) en décembre 1943.
Après la Libération, Jeanne Atger représente les organisations féminines dans le Comité de Libération (CDL) de l'Hérault . Elle a été choisie pour ce rôle dès la constitution clandestine du CDL en mai 1944 .
Sa sœur, qui est une membre active de Combat, fait de sa librairie à Montpellier la « boîte aux lettres» des MUR.
L'assistance aux victimes de la répression et à leurs familles est assurée par des femmes à Montpellier. Jeanne Atger y dirige le Comité des œuvres sociales de la Résistance (COSOR). Dans une lettre adressée au ministre de la guerre en date du 4 juillet 1945, elle refuse la médaille de la Résistance qui doit lui être délivrée par décret du 16 juin 1945 au motif qu'elle ne peut accepter cette distinction honorifique sans l'accord du Comité départemental de Libération et que d'autres résistants, bien plus méritants qu'elle, ne l'ont pas obtenue.